# Marie Brand und die Spur der Angst
Marie Brand und die Spur der Angst ist die 17. Episode der Krimiserie Marie Brand. Der Fernsehfilm mit Mariele Millowitsch als Kriminalhauptkommissarin Marie Brand und Hinnerk Schönemann als Kriminalhauptkommissar Jürgen Simmel wurde am 9. April 2016 erstmals im ZDF ausgestrahlt.

## Handlung
Kommissarin Marie Brand und ihr Kollege Jürgen Simmel werden in die Kölner Vorstadt gerufen. Pferderennstallbetreiber Peter Süssner wurde erschossen. Nach Auswertung der Überwachungskameras der nächstgelegenen U-Bahn-Station fällt Simmel der wegen eines Entführungsfalles verurteilte Marek Kahlert auf. Zwar könnte der Mann, der nach 14-jähriger Haft vor kurzem entlassen wurde, rein zufällig in der Nähe des Verbrechens gewesen sein, dennoch gehen Brand und Simmel dieser Spur nach. Sie befragen seinen Anwalt Harald Joosten, ob er seinem Mandanten einen Mord zutrauen würde, was sie zunächst auch nicht wirklich weiter bringt.
Bei ihren Recherchen stoßen die Ermittler auf illegale Wettgeschäfte, die in Süssners Stallgelände veranstaltet wurden. Es scheint allerdings fraglich, ob die Buchmacher oder Süssners Angestellter Mücke etwas mit dem Mord zu tun haben. Dagegen ergibt die Auswertung der Handybewegung, dass Süssner sich in letzter Zeit wiederholt an den Orten aufgehalten hat, die mit dem Entführungsfall zu tun hatten, für den Kahlert verurteilt wurde. Zudem hatte er ihn als einziger im Gefängnis besucht.
Brand und Simmel suchen das damalige Entführungsopfer Clemens Drobeck auf. Er zeigt sich abgeklärt, obwohl er von der Entführung eine körperliche Behinderung zurückbehalten hat und teilweise auf den Rollstuhl angewiesen ist. Eine Tatbeteiligung Süssners kann er nicht bestätigen, aber Brand hält es für möglich. So könnte der tödliche Schuss durchaus Kahlert gegolten und nur irrtümlich Süssner erwischt haben, als sie sich beide trafen. Bei der Suche nach einem Motiv stößt Brand auf den Fehlbetrag aus dem Entführungsfall. Mehr als die Hälfte des Lösegeldes wurde nie gefunden.
Als Brand und Simmel Rechtsanwalt Joosten noch einmal befragen wollen, erscheint plötzlich Kahlert, schießt ohne Vorwarnung und ergreift die Flucht. Durch diesen Schuss, der glücklicherweise nur die Hauswand getroffen hat, ist allerdings offensichtlich, dass durch diese Waffe Süssner nicht zu Tode kam. Dagegen wird Kahlert am nächsten Tag erschossen aufgefunden. Für Brand erscheint Rechtsanwalt Joosten massiv tatverdächtig. Während sie beweisen will, dass er das Versteck des Geldes kannte und Kahlert um den Restbetrag betrogen hatte, erscheint Süssners Angestellter Mücke bei Joosten und versucht ihn zu erpressen. Im Streit schießt er auf den Mann und flieht. Die Kommissare können ihn stellen und festnehmen. Er räumt ein, Kahlert erschossen zu haben, da er ihn wegen des Geldes unter Druck gesetzt hatte. Süssner hätte er jedoch nicht erschossen. Dafür können Brand und Simmel ein Geständnis von Clemens Drobeck erhalten. Er wollte sich an Kahlert rächen, hatte ihn aber verfehlt und dabei Süssner getroffen.

## Hintergrund
Die Folge wurde von der Warner Bros. International Television Production (Eyeworks) produziert und in Köln und Umgebung gedreht.

## Rezeption

### Einschaltquoten
Der Fernsehfilm Marie Brand und die Spur der Angst erreichte bei seiner Erstausstrahlung im ZDF am 9. April durchschnittlich 6,62 Millionen Zuschauer was 22,3 Prozent des Marktanteils in Deutschland entsprach. Bei den 14- bis 49-Jährigen reichten 1,05 Millionen Zuseher für beachtliche 11,1 Prozent Marktanteil in dieser Gruppe.

### Kritiken
Tilmann P. Gangloff urteilt bei tittelbach.tv: „Bislang waren die ZDF-Krimis mit Mariele Millowitsch und Hinnerk Schönemann des Öfteren für Überraschungen gut. Deshalb ist ‚Marie Brand und die Spur der Angst‘ eine kleine Enttäuschung. Das hat auch mit unerfüllten Erwartungen zu tun. Die unnötig kompliziert erzählte Geschichte erfreut durch einige originelle Details, ist ansonsten aber nur guter Durchschnitt.“
Bei der Frankfurter Rundschau urteilt Harald Keller: „Seit ihrem ersten Auftritt hat Brand seltsamerweise nicht an Kontur gewonnen, sondern deutlich verloren. Sie war eingeführt worden als hochintelligente Kriminalistin mit beinahe übersinnlichem Gespür und beeindruckender Fach- wie auch Allgemeinbildung, kundig selbst in Sachen Popkultur.[…] Abgesehen von der ihren Charakter kennzeichnenden Besonnenheit ist von diesen Merkmalen in Brands siebzehntem Fall nichts mehr spürbar. Erschöpfungserscheinungen? […] Gewisse Klüfte zwischen den Ideen des Drehbuchs und der bildnerischen Umsetzung sind offensichtlich, andere wirken unterschwellig. Die Makel summieren sich. Und lassen den Zuschauer nach 90 Minuten mit einem Gefühl des Unbefriedigtseins zurück.“